# Erna Fassbinder
Erna Fassbinder, geborene Rieth (* 24. März 1898 in Stuttgart; † 28. Mai 1980 in Weissach/Flacht) war eine deutsche Schauspielerin und Rundfunksprecherin beim Süddeutschen Rundfunk in Stuttgart.

## Leben und Wirken
Geboren als Tochter des Kaufmanns Max Rieth und seiner Frau Martha Rieth, geborene Bose, besuchte sie das Von-Priessensche-Höhere-Töchter-Institut und ein Münchener Pensionat, bevor sie bei der Stuttgarter Schauspiellehrerin Emmy Remolt-Jessen eine zweijährige Ausbildung begann.
Im Dezember 1916 gastierte Erna Rieth am Herzoglichen Hoftheater in Altenburg als Luise in Kabale und Liebe und bekam daraufhin einen Dreijahresvertrag. Als Amalie in Schillers Räubern, als Gretchen im „Faust“, als Julia in Shakespeares Romeo und Julia und in vielen anderen Rollen hatte sie dort große Erfolge. Am selben Haus lernte sie den Opernsänger Wilhelm Fassbinder kennen, den sie 1921 heiratete. Mit ihm kehrte sie nach Stuttgart zurück. Es folgten Stückverträge am Württembergischen Landestheater und auf Freilichtbühnen. Von 1925 an wirkte sie regelmäßig in Sendungen des Süddeutschen Rundfunks mit, u. a. in Tartuffe und Das Glas Wasser (beides 1926). Zu einer Unterbrechung kam es zwischen 1930 und 1933, als sie wegen eines Engagements ihres Mannes am dortigen Stadttheater in Halle an der Saale lebte.
Nach Ende des Zweiten Weltkrieges holte sie Albert Hofele erneut an den Süddeutschen Rundfunk, wo sie seitdem in unzähligen Sendungen die Hörer begeisterte. Die 25 Sendungen Familie Staudenmaier mit Erna Fassbinder als Frieda und Hofele als ihrem Ehemann Gustav waren in den 50er Jahren ein großer Erfolg. Viele Sendungen und Hörspiele mit Willy Reichert, Märchen und Gedichte, Frauenfunk und Informationssendungen boten ihr dankbare Aufgaben bis Anfang der 70er Jahre.
In dem 1972 ausgestrahlten Fernseh-Fünfteiler Deutschland deine Schwaben nach dem Buch von Thaddäus Troll wirkte sie ebenfalls mit.
Aus ihrer Ehe mit Wilhelm Fassbinder gingen die Töchter Beate, Reni und Brigitte hervor. Der Architekt Michael Frielinghaus und der Schauspieler Paul Frielinghaus sind ihre Enkel.

## Hörspiele
Die ARD-Hörspieldatenbank verzeichnet 152 Mitwirkungen Erna Fassbinders zwischen 1925 und 1974, wie z. B.
- 1.: Roderich Benedix: Die Dienstboten – Regie: Max Heye (Livesendung ohne Aufzeichnung: 16. Juli 1925, SÜRAG)
- 55.: Wilhelm Meyer-Förster: Alt-Heidelberg – Bearbeitung und Regie: Carl Struve (Livesendung ohne Aufzeichnung: 26. Februar 1927, SÜRAG)

- 120.: Gerhart Herrmann Mostar: Das Gericht zieht sich zur Beratung zurück (Folge: Franzl macht Dummheiten) – Regie: Gerd Fricke (Erstsendung: 12. September 1953; NWDR Hamburg)
- 152.: Wolfgang Deichsel: Bleibe lasse – Regie: Otto Düben (Erstsendung: 31. März 1974, Süddeutscher Rundfunk)

## Wiederveröffentlichungen
- Wolf Schmidt: Familie Staudenmaier Vol. 1–4, Mundarthörspiel mit Albert Hofele, Erna Fassbinder u. a. (1950), SWR2-Hörspiel, SWR-Edition, mp3-Download
- Wolf Schmidt: Firma Müller & Co. Vol. 1–4, Mundarthörspiel mit Karl Ebert, Erna Fassbinder u. a. (1952), SWR2-Hörspiel, SWR-Edition, mp3-Download
- Willy Reichert u. a.: Deutschland deine Schwaben – Alles über Schwaben (1972) nach dem Erfolgsbuch von Thaddäus Troll, alle fünf Fernsehfolgen komplett auf 2 DVDs. Schwabenlandfilm (SWR-TV), 2012, ISBN 978-3-8425-1907-7.